# Genoa (Kolorado)
Genoa – miasto w Stanach Zjednoczonych, w stanie Kolorado, w hrabstwie Lincoln.